# Ceratopycnidium
Ceratopycnidium is een geslacht van korstmossen behorend tot de familie Byssolomataceae. De typesoort is Ceratopycnidium citricola.

## Soorten
Volgens Index Fungorum bevat het geslacht twee soorten (peildatum december 2021):
| Soortnaam                      | Auteur(s)             | Publicatiejaar |
| ------------------------------ | --------------------- | -------------- |
| Ceratopycnidium baccharidicola | M.D. Bertoni & Cabral | 1991           |
| Ceratopycnidium citricola      | Maubl.                | 1907           |